# Guerra serbo-magiara (960 circa)
La guerra serbo-magiara fu un conflitto presumibilmente combattuto nel 960 circa e che vide come contendenti il Principato di Serbia di Časlav Klonimirović da una parte e le tribù magiare comandante da Kisa dall'altra. Si trattò di un confronto militare la cui certezza non può essere chiarita, considerando che la principale fonte che testimonia questo scontro è la Cronaca del Prete di Doclea, uno scritto dalla dubbia affidabilità realizzato diverso tempo dopo gli eventi.

## Antefatti

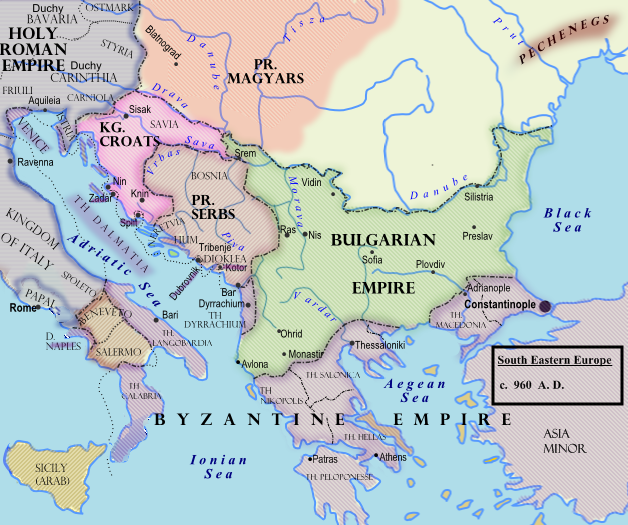
L'Europa sud-orientale intorno al 950, ovvero circa un decennio prima del conflitto serbo-magiaro

Gli ungari (o magiari) avevano completato la conquista del bacino dei Carpazi nell'895. L'imperatore bizantino Leone VI, detto il saggio, li aveva ingaggiati pagandoli profumatamente per attaccare la Bulgaria nell'894, una sua acerrima rivale con cui era entrato in contrasto proprio nello stesso anno (guerra bulgaro-bizantina dell'894-896). Negli anni successivi, i magiari si concentrarono principalmente sulle terre a ovest del loro principato, nel tentativo di ampliare i loro domini. Nel 934 e nel 943 i magiari eseguirono delle incursioni nei Balcani, spingendosi fino al cuore della Tracia bizantina.

## La guerra
Secondo il De administrando imperio di Costantino VII Porfirogenito, i magiari, guidati dal loro capotribù Kisa, invasero la Bosnia e il principe di Serbia Časlav si precipitò ad affrontarli sulle rive del fiume Drina. I magiari furono sconfitti in modo decisivo e Kisa fu ucciso dal "voivoda" di Časlav, Ticomiro di Rascia. In segno di gratitudine, Časlav concesse in sposa sua figlia a Ticomiro. 
La vedova di Kisa chiese ai capi magiari di allestire un esercito affinché fosse vendicata la morte di suo marito. Assieme a un «numero imprecisato» di truppe, la vedova partì con l'esercito e i soldati furono in grado di cogliere di sorpresa Časlav a Sirmia. Durante la notte, i magiari attaccarono i serbi e catturarono Časlav e tutti i suoi parenti maschi. Su desiderio della vedova, tutti furono legati per mani e piedi e gettati nel fiume Sava. Quanto riferito accadde intorno al 960 o poco dopo, come ipotizza lo storico Vladimir Ćorović; occorre tenere comunque presente che il De administrando imperio non riferisce di questo avvenimento.

## Conseguenze
Dopo la morte di Časlav il regno si sgretolò, i nobili locali ripristinarono il proprio controllo su ogni provincia e, secondo il De administrando imperio, il genero del sovrano defunto Ticomiro governò soltanto la Rascia. Anche la Bosnia emerse come entità autonoma dopo la morte di Časlav.
Gli ungari, dal canto loro, continuarono a incutere terrore in vari angoli d'Europa con le loro continue invasioni, fino a quando non abbandonarono le loro pratiche tribali e si convertirono al cristianesimo intorno all'anno 1000, quando salì al potere re Stefano I d'Ungheria.

### Fonti primarie
- Costantino Porfirogenito, De administrando imperio, a cura di Gyula Moravcsik, traduzione di Romillyi J. H. Jenkins, Dumbarton Oaks Center for Byzantine Studies, 1967, ISBN 978-0-88402-021-9.
- Ferdo Šišić (a cura di), Cronaca del prete di Doclea, Belgrado-Zagabria, Accademia reale serba, 1928.

### Fonti secondarie
- (EN) Sima Ćirković, The Serbs, Malden, Blackwell Publishing, 2004, ISBN 978-14-05-14291-5.
- (HR) Vladimir Ćorović, Srbi između Vizantije,  Hrvatske i Bugarske [I Serbi tra Bisanzio, la Croazia e la Bulgaria], ed. online, Belgrado, 2001.
- (EN) Gyula Kristó, The Life of King Stephen the Saint, in Saint Stephen and His Country: A Newborn Kingdom in Central Europe - Hungary, Lucidus Kiadó, 2001,  pp. 15-36, ISBN 978-963-86163-9-5.
- (EN) Paul Stephenson, Byzantium's Balkan Frontier: A Political Study of the Northern Balkans, 900-1204, Cambridge University Press, 2000, ISBN 978-0-521-02756-4.